# Liste der finnischen Botschafter in Österreich
Die Liste der finnischen Botschafter in Österreich gibt die Botschafter der Republik Finnland (Suomen tasavalta, schwedisch Republiken Finland) an, die in der Republik Österreich akkreditiert waren.

## Geschichte
Die Botschaft der Republik Finnland für Österreich wurde 1921 in Berlin eingerichtet, war ab 1933 in Kopenhagen, nach dem Krieg in Prag. Eine Botschaft in Wien gibt es seit 1957.

## Die Botschaft der Republik Finnland
Die finnische Botschaft befindet sich am Opernring 3–5 in Innere Stadt (1. Bezirk).
An der Botschaft befinden sich heute auch:
- Konsularabteilung der Botschaft der Republik Finnland
- Handelsabteilung der Botschaft der Republik Finnland
- Büro des Verteidigungsattachés der Republik Finnland
- Ständige Vertretung der Republik Finnland an die Vereinten Nationen in Wien (UNO, UNIDO, CTBTO, IAEO)

Außerdem gehören zur Botschaft die Honorarkonsulate Wien (12., Brendlgasse), Eisenstadt, Klagenfurt, Lauterach, Adnet, Linz, Graz und Innsbruck.

## Liste der finnischen Botschafter
| Ernennung Akkreditierung | Name                     | Bemerkungen                                       | ernannt von             | Akkreditierung während der Regierungszeit von | Posten verlassen |
| ------------------------ | ------------------------ | ------------------------------------------------- | ----------------------- | --------------------------------------------- | ---------------- |
| 1921                     | Harri Holma              | Sitz Berlin                                       | Kaarlo Juho Ståhlberg   | Michael Mayr                                  | 1927             |
| 1927                     | Wäinö Wuolijoki          | Sitz Berlin                                       | Lauri Kristian Relander | Ignaz Seipel                                  | 1933             |
| 1933                     | Onni Talas               | Sitz Kopenhagen daneben in Budapest akkreditiert. | Pehr Evind Svinhufvud   | Engelbert Dollfuß                             | 1938             |
| 1949                     | Eduard Hjalmar Palin     | Sitz in Prag                                      | Juho Kusti Paasikivi    | Leopold Figl                                  | 1950             |
| 1950                     | Ragnar Nummelin          | Sitz in Prag                                      | Juho Kusti Paasikivi    | Leopold Figl                                  | 1953             |
| 1953                     | Urho Toivola             | Sitz in Prag                                      | Juho Kusti Paasikivi    | Julius Raab                                   | 1957             |
| 1957                     | Carl Olof Frietsch       | Geschäftsträger Sitz in Wien                      | Urho Kekkonen           | Julius Raab                                   | 1961             |
| 1961                     | Otso Wartiovaara         |                                                   | Urho Kekkonen           | Alfons Gorbach                                | 1968             |
| 1968                     | Jussi Mäkinen            |                                                   | Urho Kekkonen           | Josef Klaus                                   | 1976             |
| 1976                     | Seppo Pietinen           |                                                   | Urho Kekkonen           | Bruno Kreisky                                 | 1980             |
| 1980                     | Björn-Olof Alholm        |                                                   | Urho Kekkonen           | Bruno Kreisky                                 | 1983             |
| 1983                     | Kaarlo Yrjö-Koskinen     |                                                   | Mauno Koivisto          | Fred Sinowatz                                 | 1988             |
| 1988                     | Matti Kahiluoto          |                                                   | Mauno Koivisto          | Fred Sinowatz                                 | 1991             |
| 1991                     | Alec Aalto               |                                                   | Mauno Koivisto          | Franz Vranitzky                               | 1995             |
| 1995                     | Eva-Christina Mäkeläinen |                                                   | Martti Ahtisaari        | Franz Vranitzky                               | 1998             |
| 1998                     | Tom Grönberg             |                                                   | Martti Ahtisaari        | Viktor Klima                                  | 2005             |
| 2005                     | Kirsti Kauppi            |                                                   | Tarja Halonen           | Wolfgang Schüssel                             | 2009             |
| 2009                     | Marjatta Rasi            |                                                   | Tarja Halonen           | Werner Faymann                                | 2013             |
| 2013                     | Anu Laamanen             |                                                   | Sauli Niinistö          | Werner Faymann                                | 2016             |
| 2016                     | Hannu Kyröläinen         |                                                   | Sauli Niinistö          | Christian Kern                                | 2018             |
| 2019                     | Pirkko Hämäläinen        |                                                   | Sauli Niinistö          | Sebastian Kurz                                |                  |

Quelle: Botschaft der Republik Finnland, Stand 2019